# 百元之戀
《百元之戀》，是2014年由日本導演武正晴執導的劇情片。此片由安藤櫻主演，安藤櫻以「一子」一角獲得日本電影金像獎、電影旬報獎、藍絲帶獎和高崎電影節等最佳女主角獎項。此片亦代表日本角逐奧斯卡最佳外语片。

## 製作花絮

### 選角
此片劇本為導演武正晴在2012年已編寫完成，但當時苦思不出可以擔任女主角的演員，於是將劇本登在網路上徵求女演員。安藤櫻在網路上看見此劇本後，母親亦表示「此角色極適合妳飾演」，最後決定參加徵選。在經過書類篩選、實際試鏡各階段後，製片人和導演同時提出「安藤櫻」此名，於是決定了主人公「一子」的飾演者。

### 拍攝
因在片中飾演一名拳擊手，安藤櫻在此片開拍前先進行三個月的拳擊訓練。但正式開拍後，因主角在影片前半部的形象是家裡蹲的笨重邋遢女，安藤櫻為了符合此形象，將開拍前因訓練拳擊而變得精實的身材吃胖，短期間堆出脂肪。拍攝到後半部的拳擊手戲份時，再將身材減回，前後在兩星期內完成。此片的拍攝時間共花兩星期。

## 劇情概要
茶來伸手飯來張口的一子（安藤櫻 飾），是個寄居家裡、不修邊幅的啃老族。某日，因故和妹妹二三子（早織 飾）吵架後，一氣之下帶著行李離家，並在百元商店打工。總算自食其力的一子，在經常經過的一處拳擊所，看見了練拳擊的業餘拳擊手狩野祐二（新井浩文 飾），認為自己一輩子都不可能戀愛的一子開始暗戀祐二。而祐二也常到一子工作的商店買香蕉，兩人關係逐漸拉近。一子因為前往觀賞祐二的拳擊賽，亦對拳擊萌生了興趣。
在百元商店裡和一子一同工作的店員野間明（坂田聰 飾）對一子有好感，想追求一子未果後，竟將一子強行拖往賓館，並侵犯一子得逞。深受打擊的一子，因祐二的安慰，兩人展開同居生活。有了工作、戀情亦順利的一子，開始想改變自己，人生看似有了曙光；卻在此時，祐二開始移情別戀。氣憤的一子回想起開始產生興趣的「拳擊」，於是將怒火全部發洩在練拳擊上，並立志要在拳擊賽中得勝。
比賽當天，全家皆來觀戰並幫一子加油，想要證明自己的一子，最後是否能擊倒對手......？

## 登場角色
- 齋藤一子：安藤櫻
- 狩野祐二：新井浩文
- 齋藤孝夫：伊藤洋三郎（日语：伊藤洋三郎）
- 齋藤二三子：早織
- 齋藤佳子：稻川實代子（日语：稲川実代子）
- 野間明：坂田聰（日语：坂田聡）
- 佐田和弘：沖田裕樹（日语：沖田裕樹）
- 岡野淳：宇野祥平（日语：宇野祥平）
- 西村：吉村界人
- 小林：松浦慎一郎（日语：松浦慎一郎）
- 拳擊所會長：重松收（日语：重松収）
- 池內敏子：根岸季衣（日语：根岸季衣）
- 迫田彩美：白岩佐季子
- 藤村京介：和宇慶勇二（日语：和宇慶勇二）

## 主要獎項

### 獲獎
- 第57回藍絲帶獎主演女優賞：安藤櫻[4]
- 第88回電影旬報獎主演女優賞：安藤櫻[5]
- 第29回高崎電影節（日语：高崎映画祭）：安藤櫻[6]
- 第34回藤本賞（日语：藤本賞）獎勵賞：佐藤現[7]
- 第39回日本電影金像獎主演女優賞：安藤櫻、最優秀腳本賞：足立紳《百元之戀》

### 提名
- 第40回報知電影獎主演女優賞：安藤櫻
- 第39回日本電影金像獎
  - 導演賞：武正晴
  - 助演男優賞：新井浩文

## 翻拍
- 《热辣滚烫》，2024年中国大陆电影。

## 外部連結
- 《百元之戀》電影官方網站 （页面存档备份，存于）／官方推特 （页面存档备份，存于）
- 百元之戀的X（前Twitter）（日語）
- 互联网电影数据库（IMDb）上《Hyakuen no koi》的资料（英文）
- 2015年台北電影節官方預告 （页面存档备份，存于）